# Samuel Serrano
Samuel Serrano est un boxeur portoricain né le 17 novembre 1952 à Toa Alta.

## Carrière
Passé professionnel en 1969, il devient champion du monde des super-plumes WBA le 16 octobre 1976 après sa victoire aux points contre le Philippin Ben Villaflor et conserve à 10 reprises sa ceinture jusqu'au 2 août 1980 où, à la surprise générale, il est battu au 6e round par le Japonais Yasutsune Uehara.
Serrano parvient à surmonter cette défaite et redevient champion WBA le 9 avril 1981 lors du combat revanche puis après 3 nouvelles défenses victorieuses, il cède définitivement son titre le 19 janvier 1983 face à Roger Mayweather.